# Muiden

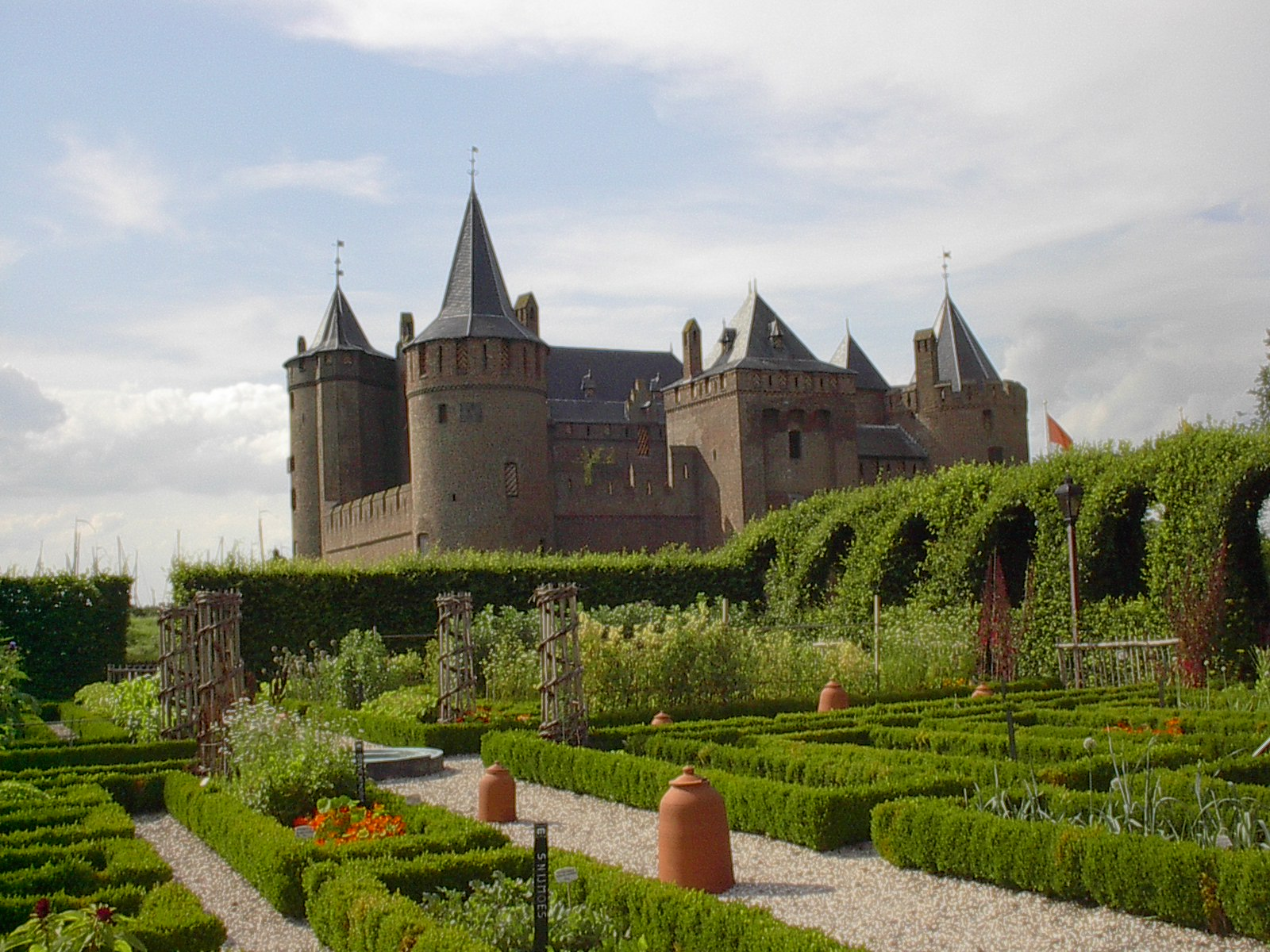
Het Muiderslot met moestuin.

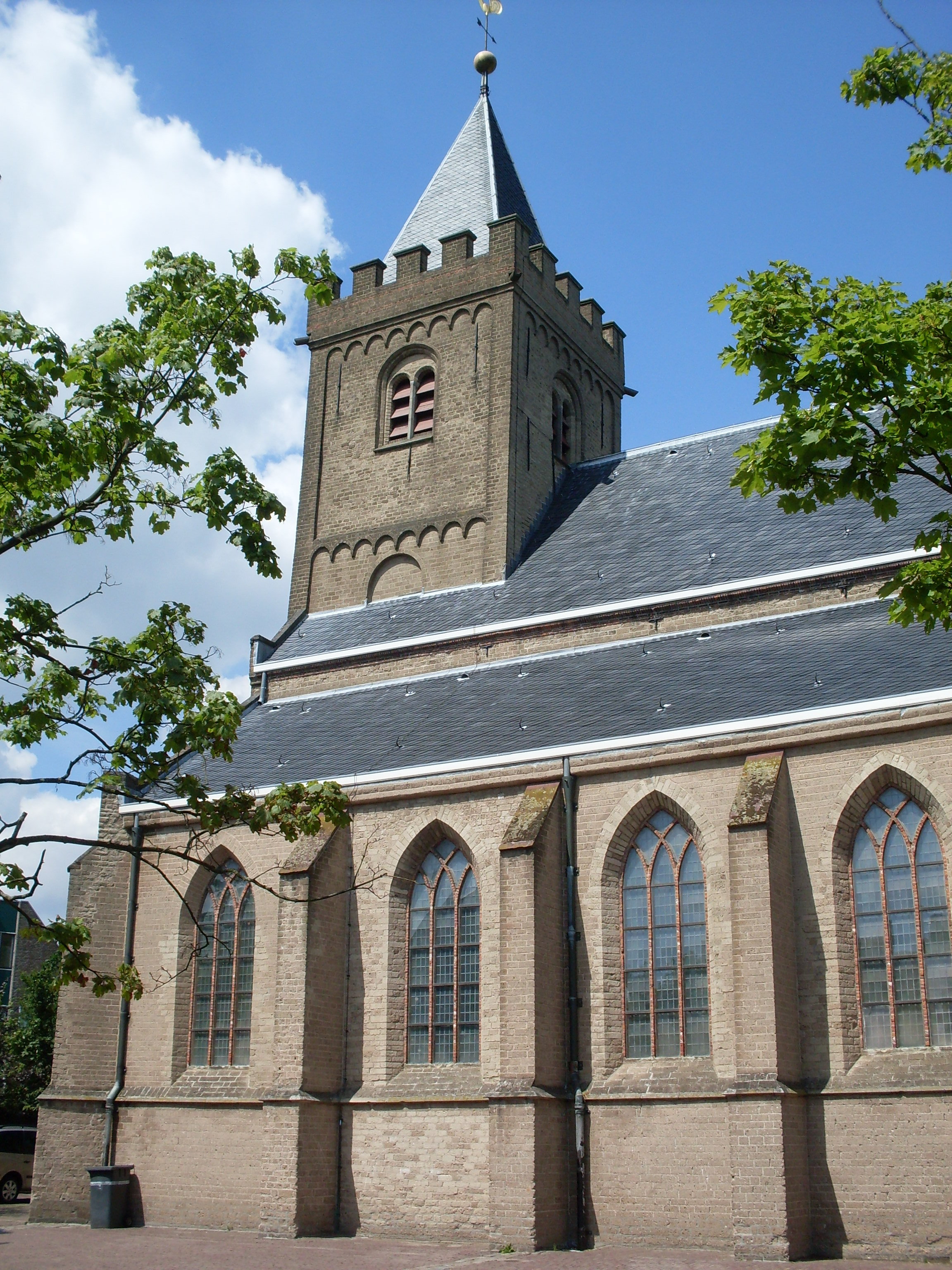
De Grote of Sint-Nicolaaskerk te Muiden.

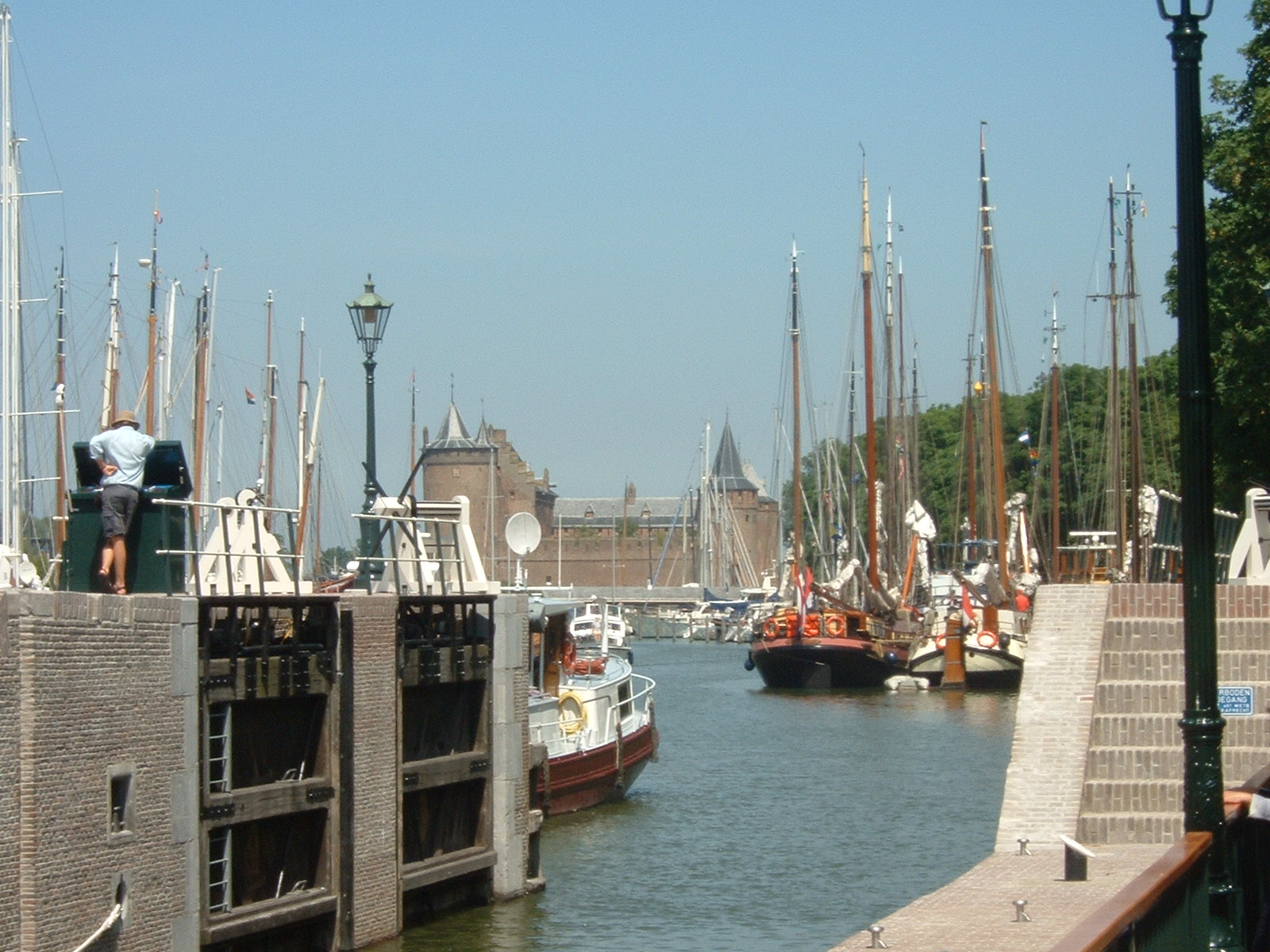
De zeesluis van Muiden.

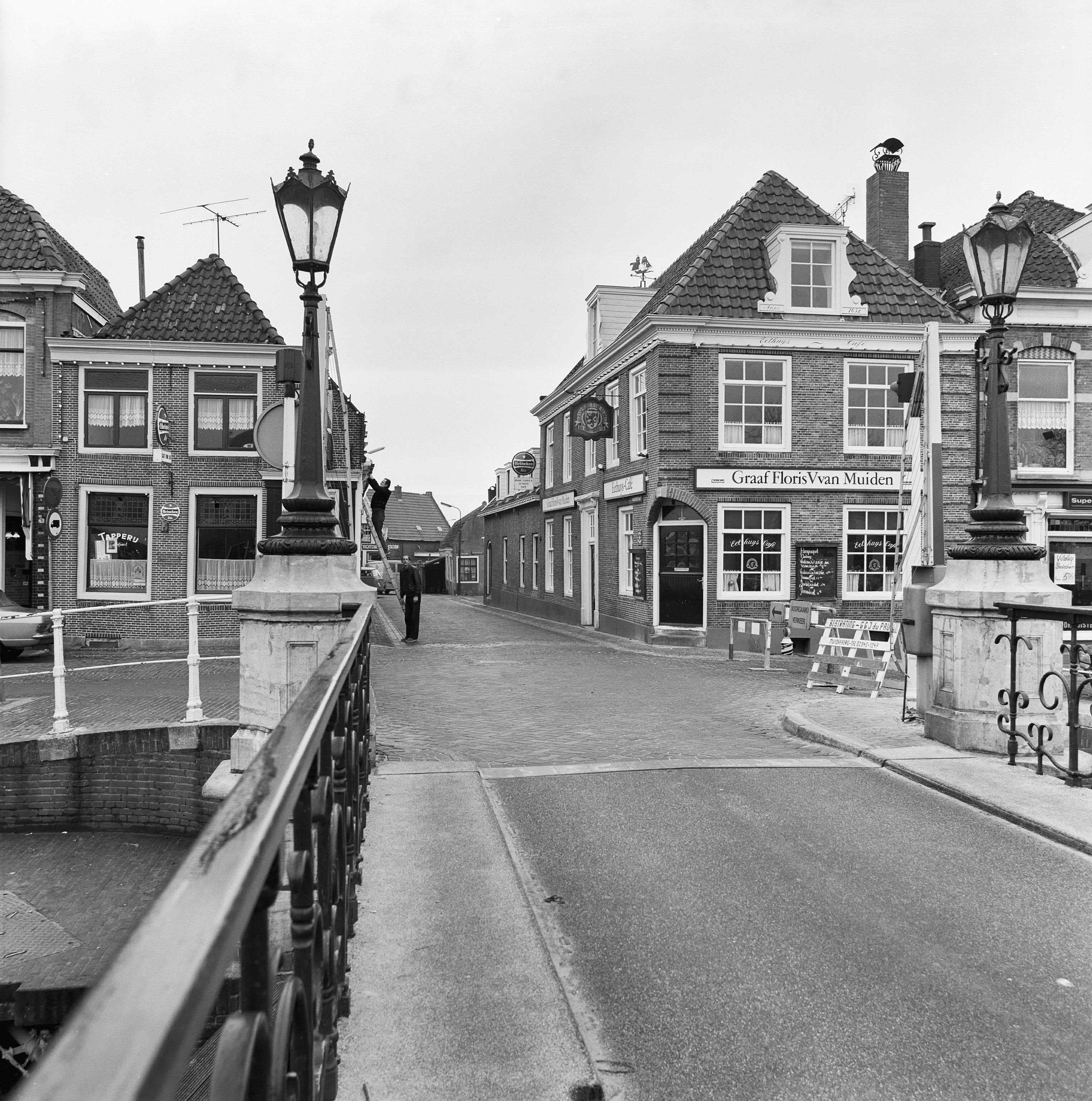
Draaibrug over de zeesluis van Muiden met zicht op de Naarderstraat.

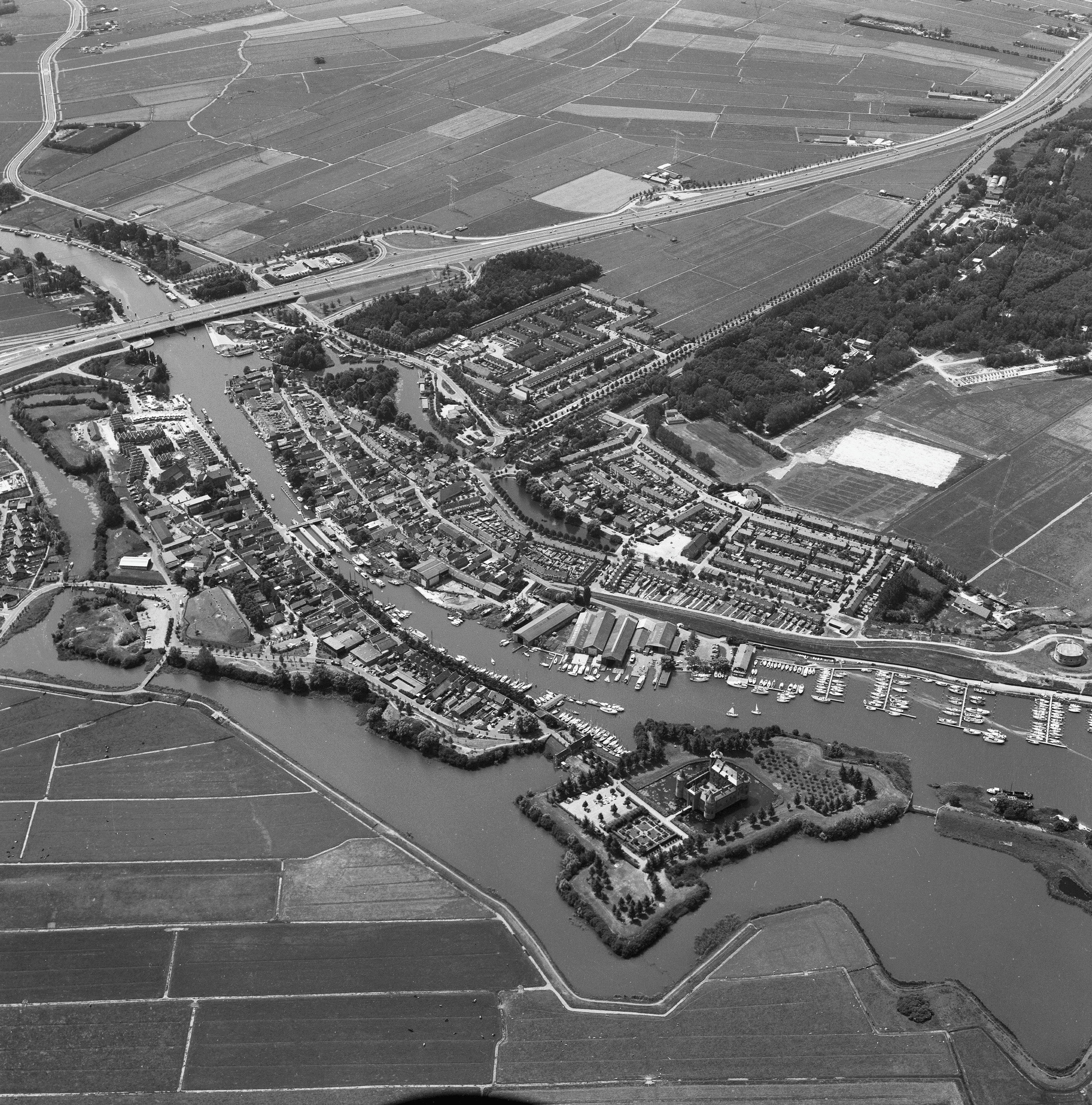
Vestingstad Muiden vanuit de lucht gezien; 1977.

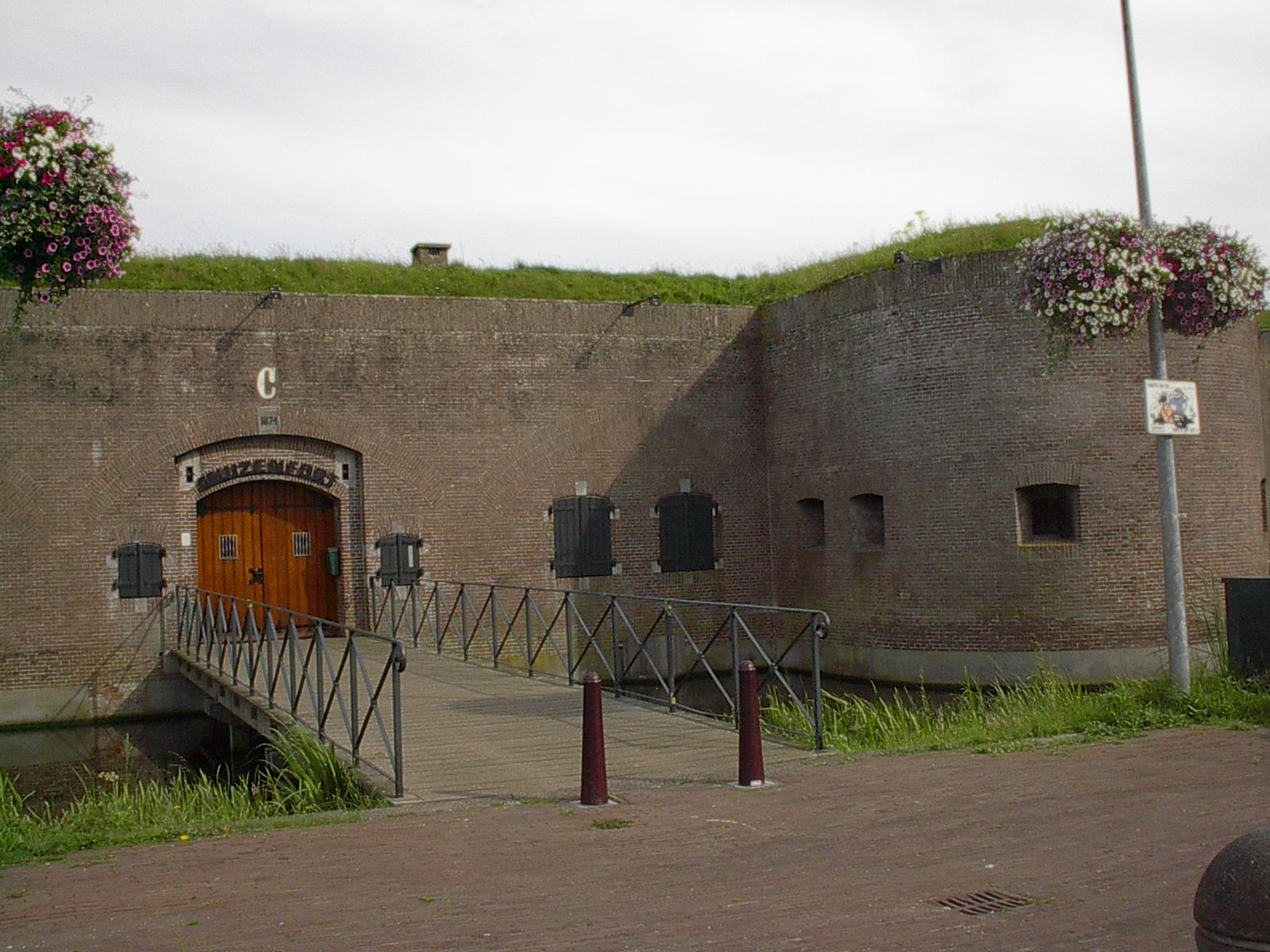
Het Muizenfort.

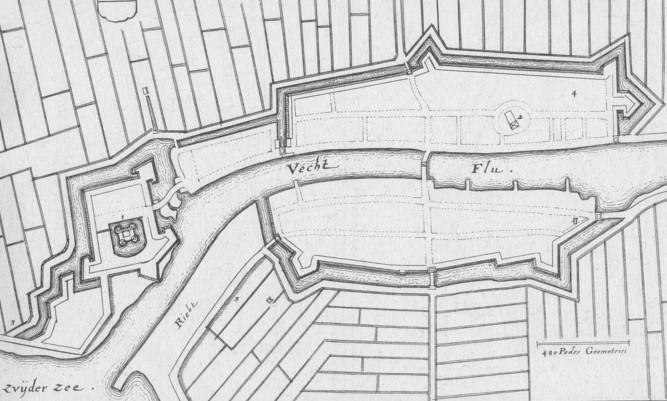
17e-eeuwse plattegrond van Muiden door Matthaeus Merian.

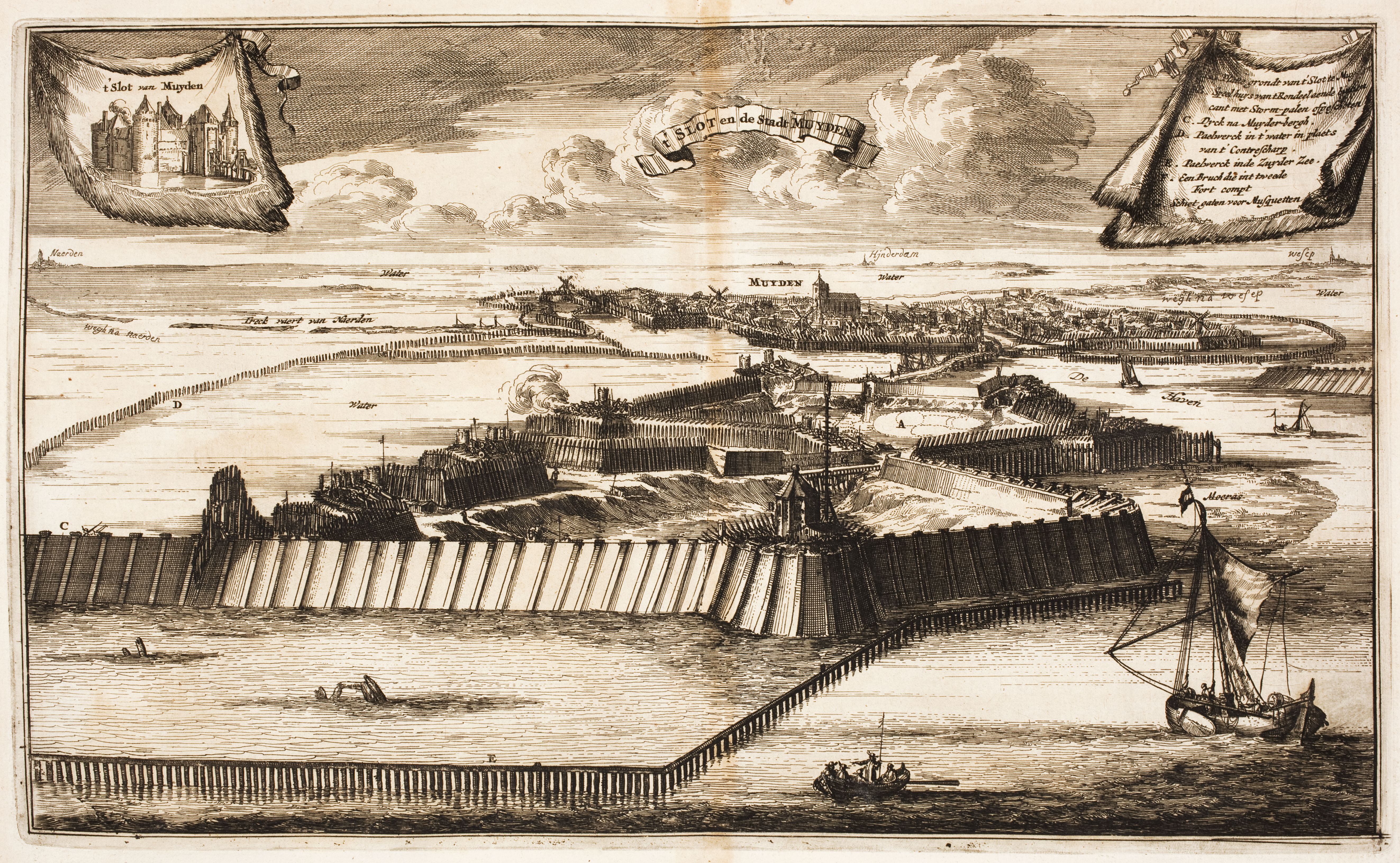
Inundatie van de Oude Hollandse Waterlinie bij Muiden tegen de Fransen, 1672.

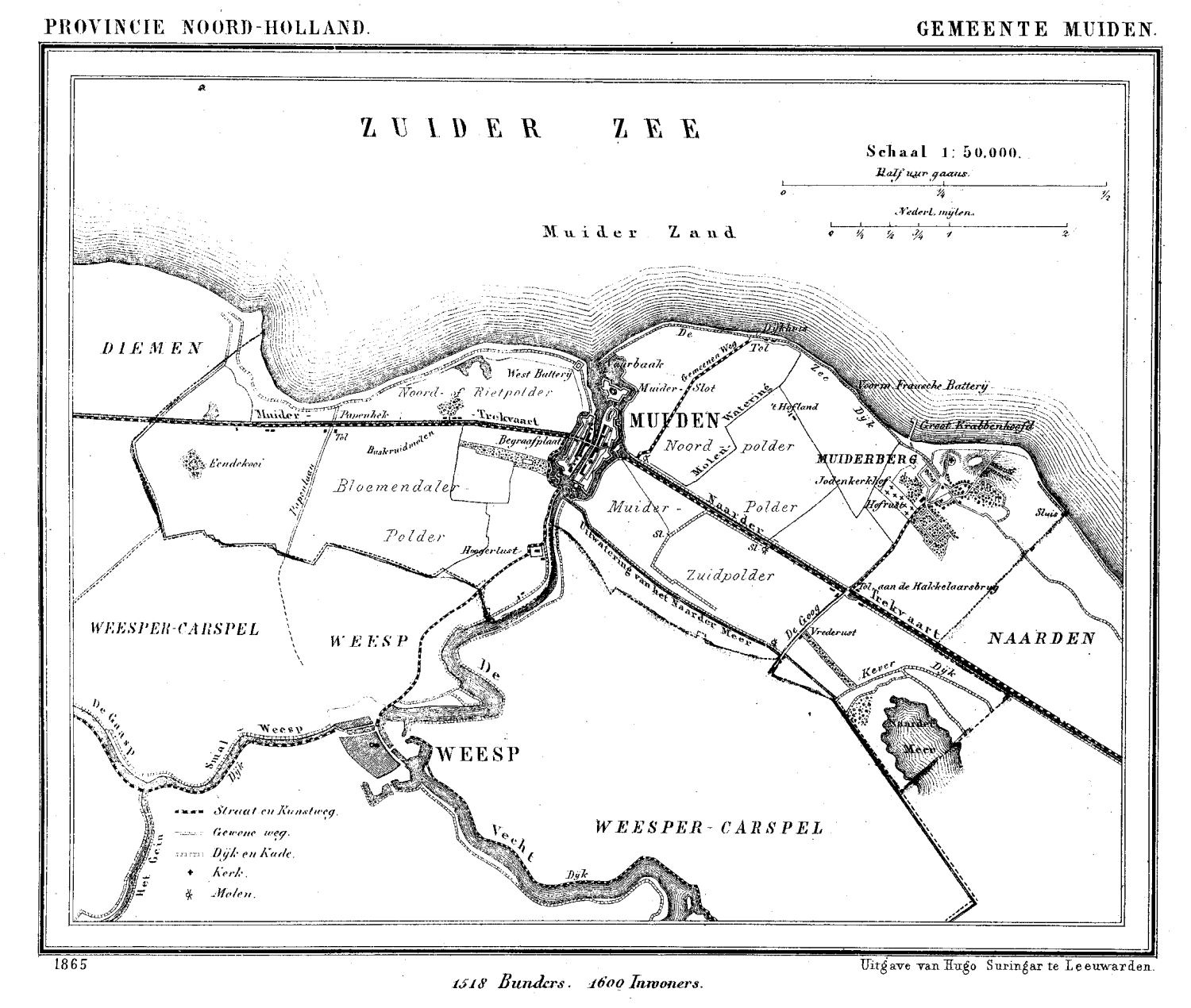
Kaart van de gemeente Muiden uit 1865.

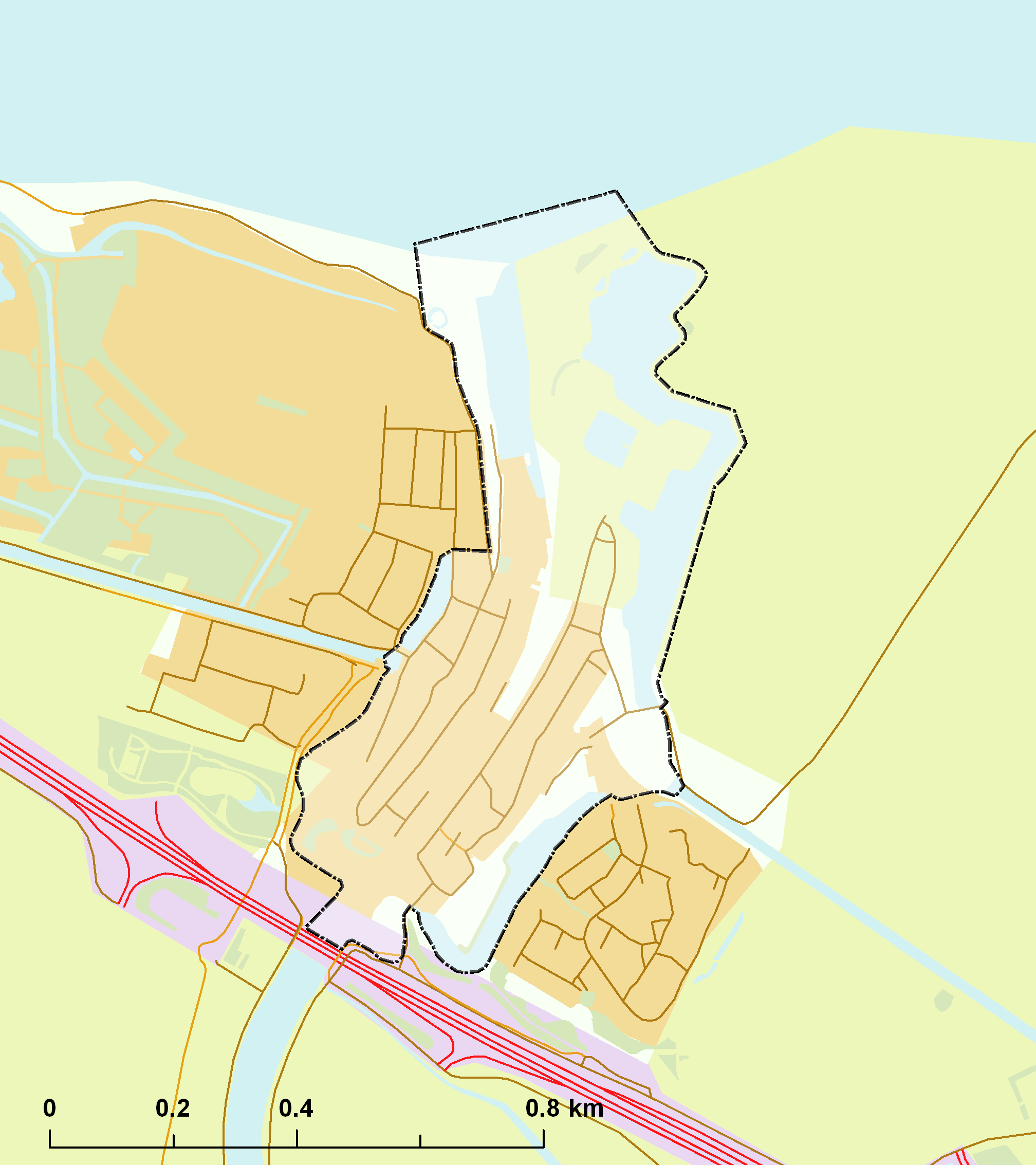
Rijksbeschermd stadsgezicht Muiden.

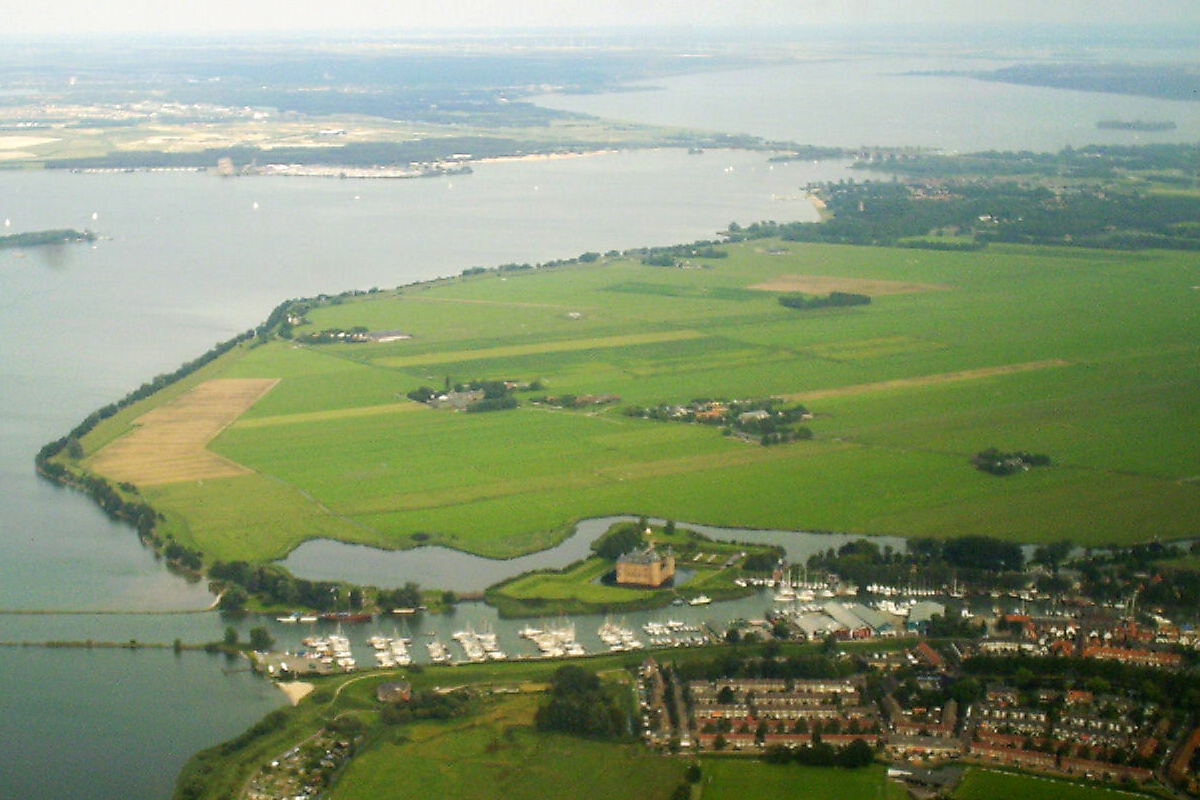
Muiden en het Muiderslot. Op de achtergrond de Flevopolder.

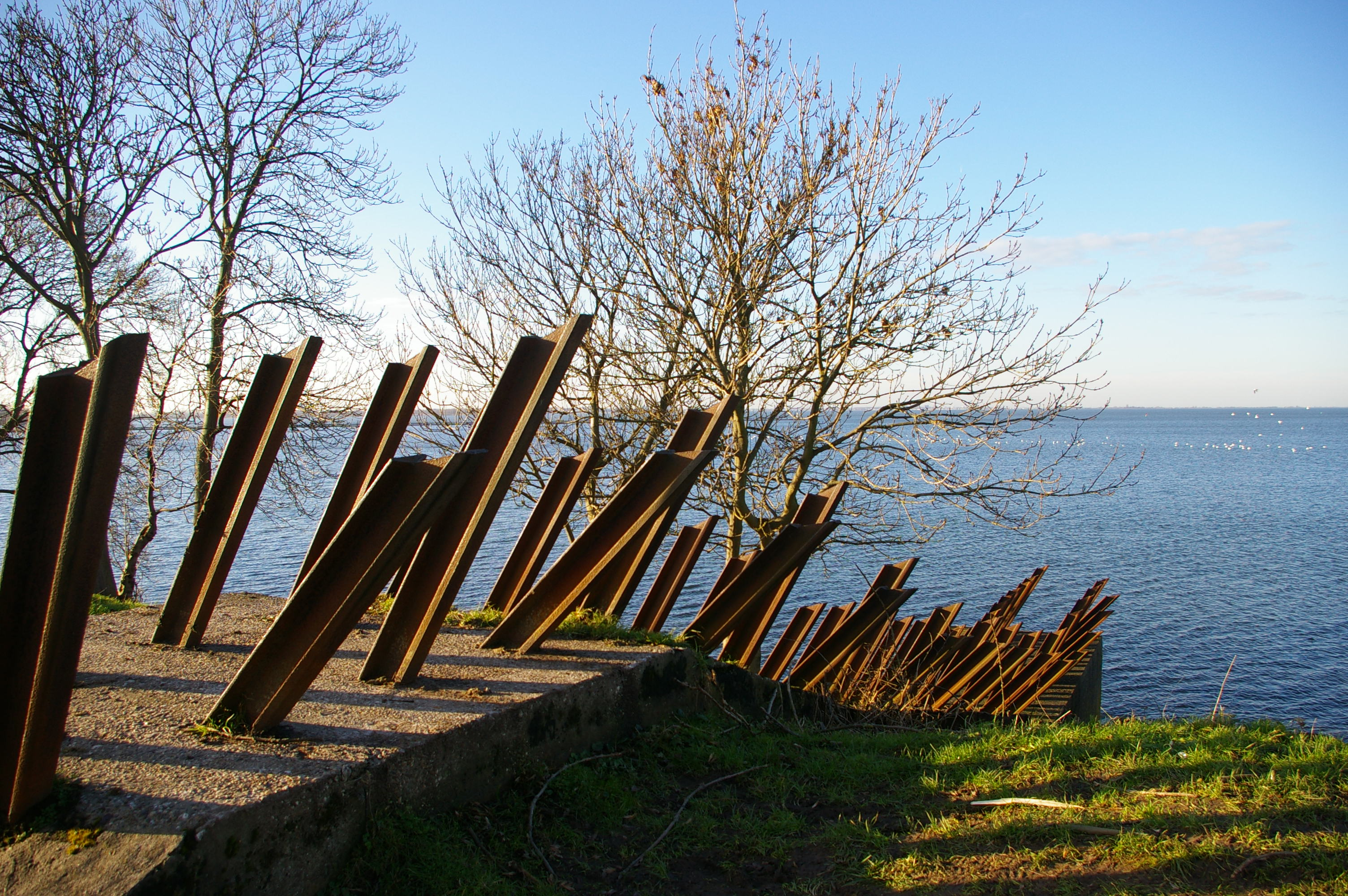
Aspergeversperring ten oosten van Muiden.

Muiden (uitspraakⓘ) is een kleine vestingstad in de Nederlandse provincie Noord-Holland, behorend tot de gemeente Gooise Meren.

## Naam
De eerste vermelding van het plaatsje Muiden dateert uit de vroege middeleeuwen met een vermelding als 'Amuthon'. In 953 schonk keizer Otto I deze locatie met de Latijnse naam villa Amuda, met inbegrip van alle goederen en de daar gewonnen tolgelden, aan het Domkapittel te Utrecht. 'Amuda' betekent 'Monding van de Aa'. De 'Aa' is een oude naam van de Vecht.
Het woord Muide drukt uit de monding van een rivier op zee, denk ook aan IJmuiden, Arnemuiden, Sint Anna ter Muiden, Pleimuiden en Genemuiden. De uitmonding van een rivier op een andere rivier heet -monde, bijvoorbeeld Dendermonde en IJsselmonde.

## Geschiedenis
Al in 777 stond op deze plaats een kerk en waren de visgronden eromheen bezit van de Utrechtse Dom.
In 1122 kreeg Muiden tegelijk met Utrecht stadsrechten van keizer Hendrik V, hoewel het in het geval van Muiden wellicht alleen om enkele stedelijke rechten ging.
In 1281 verwierf de graaf van Holland, graaf Floris V, de zeggenschap over Muiden. De plaats viel nu onder het graafschap Holland, maar stond formeel nog onder de bisschop van Utrecht. De nederzetting kreeg vóór 1285 in ieder geval stadsrechten van de bisschop. Nadat het land waarin Muiden ligt werd geschonken aan graaf Floris V van Holland, verkreeg Muiden in 1296 opnieuw stadsrechten, ditmaal van de graaf. In hetzelfde jaar 1296 werd Floris V te Muiderberg vermoord.
In 1576 vond de aanval op Muiden plaats. Een Staatse belegering onder leiding van Diederik Sonoy tijdens de Tachtigjarige Oorlog, gevolgd door een fel ontzet van het Spaanse leger.
In het rampjaar 1672 trokken diverse vijandige legers naar Amsterdam. Naarden viel op 19 juni in vijandelijke handen, maar voor Muiden werd de vijand tegenhouden, mede dankij de inundatie van het gebied tussen Muiden en Gorkum.
In 1795 werd Muiden ingenomen door Franse troepen, al was er nauwelijks sprake van weerstand. In oktober 1811 bezocht keizer Napoleon voor enige uren de plaats, hij was op doorreis naar Naarden. In 1812 voegde de keizer Muiden en Muiderberg samen tot een gemeente. Op 1 december 1813 bevrijdden Pruisische troepen en Russische kozakken Muiden. De Russen bleven enkele maanden in Muiden om de Fransen uit Naarden te verdrijven.

## Groote Zeesluis
Na een eeuw vergeefse onderhandelingen tussen Holland en Utrecht was er nog geen overeenkomst om een nieuwe sluis aan de monding van de Vecht in Muiden aan te leggen. De Vecht was voor Utrecht een belangrijke verbinding met de Zuiderzee. De oude sluis bij Hinderdam, ongeveer 5 kilometer landinwaarts, was in 1437 aangelegd en stond onder controle van Utrecht. Toen in 1672 Utrecht was bezet door het Franse leger, greep Holland haar kans en werd begonnen met de bouw van de sluis in Muiden.
De sluis had drie primaire taken: een schutsluis voor het scheepvaartverkeer tussen de Zuiderzee en Vecht, de verdediging van het land tegen de Zuiderzee en een militaire functie. Muiden maakte deel uit van de Hollandse Waterlinie. In geval van inundaties was de beheersing van de inlaat van Zuiderzeewater essentieel. De sluis voorkwam ook het wegstromen van water uit die gebieden stroomopwaarts die waren geïnundeerd.
In 1674 was de sluis klaar. Het complex bestond uit een dubbelkerende schutsluis een aan beide zijden uitwaterings- annex spuisluizen. Het sluizencomplex had tot taak het water aan twee kanten te keren; zowel aan de zeekant bij vloed en aan de rivierkant bij eb. Voor de zekerheid kreeg de sluis een extra stel stormvloeddeuren die bij extreem hoog water werden gesloten. Scheepvaartverkeer was dan onmogelijk. De schutsluis had een lengte van 50 meter en een breedte van 7,5 meter. Het sluiscomplex werd in 1676 uitgebreid met een muur langs de monding van de Vecht om overstromingen te voorkomen.
Na het opheffen van de vesting Muiden in 1926 en het afsluiten van de Zuiderzee door de Afsluitdijk in 1932 nam het belang van de sluis af. In maart 1975 werd begonnen met de restauratie en modernisering van de sluis. Om de originele aanblik van de sluis te behouden werden diverse onderdelen zoals brugleuningen en lantaarnpalen verwijderd en later teruggeplaatst na te zijn opgeknapt. Hydraulische installaties namen het handwerk om de sluisdeuren te bedienen over. In 1976 was het werk gereed. Het programma had 8 miljoen gulden gekost. De sluis wordt nu voornamelijk gebruikt voor de pleziervaart.

## De vestingwerken
De eerste verdedigingswerken van Muiden dateren uit de eerste helft van de 15e eeuw. In 1590 werden de muren vervangen door aarden wallen met bastions naar ontwerp van Adriaen Anthonisz. Ook het Muiderslot kreeg een eigen omwalling waarbij de voorburcht van het slot wegens ruimtegebrek moest worden gesloopt. Als reactie op de ontwikkelingen op het gebied van oorlogsvoering, werd na de Frans-Duitse Oorlog (1870-1871) de vesting weer gemoderniseerd. Het tracé van de vestingwal werd veranderd en er werden een aantal bakstenen, bomvrije, onderkomens geplaatst. Markante voorbeelden hiervan zijn de kazerne aan het Vestingplein, het Muizenfort (genoemd naar de muisgrijze soldaten uniformen) – een in een ravelijn ingebouwde caponnière kazemat – en de holle beer.
De beer is een dam in de vestinggracht die het zoute Zuiderzeewater van het zoete water in de gracht moet scheiden. Zulke bouwwerken komen meer voor bij vestingsteden, maar deze is uniek omdat deze beer een gang met schietgaten bevat van waaruit een inundatiesluis kon worden opengezet. Tegenover het Muiderslot, aan de overkant van de Vecht, staat de Westbatterij. Deze fortificatie dateert uit 1868 en bestaat uit een klein torenfort met daarvoor een batterij in het dijklichaam.
Muiden maakte deel uit van de (Nieuwe) Hollandse Waterlinie. Vanaf 9 januari 1901 behoorde Muiden tot de Stelling van Amsterdam. Het forteiland Pampus, gelegen binnen de gemeente Muiden, werd gebouwd in 1887-1897 en was bestemd om samen met het Vuurtoreneiland bij Durgerdam en de batterij bij de Diemer Zeedijk de ingang van het IJ te beschermen.

## Economie

### Kruitfabriek
In een polder ten noorden van de trekvaart naar Diemen, even ten westen van de bebouwde kom van Muiden, werd tussen 1702 en 2004 buskruit vervaardigd. De fabriek was bekend onder de namen buskruitmolen, De Krijgsman en vanaf 1972 als Muiden Chemie.
De bouw van de buskruitmolen in 1702 was het gevolg van de verdrijving van de gevaarlijke kruitproductie uit de stad Amsterdam. De vroedschap van Muiden verleende in dat jaar een vergunning aan de Amsterdammer Reinier van Cuyk om op het grondgebied van de gemeente een kruitmolen te bouwen. In de loop van de eeuwen vonden veel Muidenaren werk in de fabriek. Tijdens de Eerste Wereldoorlog floreerde de fabriek. In 1919 werd de fabriek geliquideerd, maar in 1922 werd de productie hervat.
Gaandeweg de 20e eeuw werd de schaal van de productie groter en groeide het stadje naar de fabriek toe. Slachtoffers en schade in Muiden bij ontploffingen, leidden in toenemende mate tot verontwaardiging onder de Muidenaren. Zorgen over de veiligheid waren dan ook de belangrijkste oorzaak van de sluiting in 2004.
In de jaren tachtig werd de fabriek verdacht van illegale kruitleveringen aan Irak. Nadat die leveringen verboden werden en de kruitmarkt instortte, ging de fabriek in 1990 failliet. In 1991 werd de fabriek overgenomen en heropend door het Britse Royal Ordnance, een onderdeel van British Aerospace. Na een brand in 2001 werd besloten tot definitieve sluiting. Na de vuurwerkramp in Enschede wil de overheid geen gevaarlijke bedrijven meer bij de bebouwde kom. De fabriek lag vlak tegen het dorp aan en bij ontploffingen in het verleden was er meermalen schade aan omliggende woningen. De grond onder de fabriek is zwaar vervuild.
In 2003 bood de eigenaar van het terrein, Rolf Visser, aan het vervuilde fabrieksterrein schoon te maken in ruil voor de bouw van tweeduizend woningen. Hij maakte deze afspraak met de provincie Noord-Holland. Het gemeentebestuur, gesteund door de inwoners, verzette zich tegen deze dramatische uitbreiding van Muiden en gaf toestemming voor de bouw van 600 huizen. De grondsanering heeft 76 miljoen euro gekost. Door het verschil in inzicht ligt het voormalig fabrieksterrein van 80 hectare al vele jaren braak. Volgens Visser heeft de gemeente Muiden zijn plannen onnodig vertraagd en hij heeft een schadeclaim van honderden miljoenen euro's ingediend. Het conflict met de projectontwikkelaar is een belangrijk onderdeel in de discussie over het samengaan van Muiden met Naarden en Bussum. Bussum wil niet financieel medeverantwoordelijk worden als gevolg van het conflict over het terrein van de kruitfabriek.

### Bouvy Zout
Vanaf begin 1600 vestigden zoutziederijen zich in Muiden. Met de ligging aan de monding van de Vecht was de aanvoer van zout en turf over het water mogelijk. In de loop der eeuwen werden de zoutziederijen overgenomen en in 1838 was er nog een grote over, de firma J.J.Bouvy & Zn, zoutziederij de Paauw.
Na een moeilijke periode leefde de zoutindustrie in 1865 op. De accijnzen, waaronder die op turf, werd afgeschaft en de invoerrechten verlaagd. In 1898 maakten Nederlandse zoutbedrijven afspraken voor een prijskartel en over de hoeveelheid zout dat elk bedrijf mocht produceren. De resultaten gingen omhoog en er was veel ruimte om te investeren in uitbreiding en modernisering. De Koninklijke Nederlandse Zoutindustrie (KNZ) ontwikkelde zich tot een grote en geduchte concurrent en Bouvy Zout kon hierin niet meegaan. In 1968 werd ook Bouvy Zout opgeslokt en  op 1 januari 1969 werd de productie in Muiden gestaakt. Op het voormalige fabrieksterrein staan nu woningen in de Bouvywijk.

## Verkeer en vervoer
Sedert de 17e eeuw had Muiden een verbinding per trekschuit met Amsterdam en Naarden over de Muidertrekvaart. Van 17 mei 1881 tot 15 oktober 1939 had Muiden een tramverbinding met deze plaatsen met de Gooische Stoomtram. Sindsdien wordt het vervoer verzorgd door busdiensten. In de jaren dertig werd de toenmalige rijksweg ten zuiden van Muiden aangelegd, waardoor het verkeer tussen Amsterdam en Naarden niet meer via de smalle doorgang en draaibrug in het stadje hoeft. Later werd de rijksweg uitgebouwd tot de autosnelweg A1, dit tracé is tot het najaar 2016 in gebruik geweest.
In 2014 is Rijkswaterstaat begonnen met de aanleg van een nieuw tracé voor de A1, zuidelijker dan de vorige met daarin de bouw van het breedste aquaduct van Europa. Het nieuwe tracé en aquaduct zijn onderdeel van het uitbreiden van de capaciteit van de autosnelwegen A1, A6 en A9 in het Project Schiphol-Amsterdam-Almere. Het nieuwe tracé en aquaduct zijn in het najaar van 2016 in gebruik genomen. De vertraging voor het wegverkeer van een openstaande brug over de Vecht is daarmee ten einde gekomen.
Ten westen van Muiden ligt in de A1 de Muiderbrug over het Amsterdam-Rijnkanaal.

## Bezienswaardigheden
- De Grote- of Sint-Nicolaaskerk is een gotisch gebouw, dat in gebruik is bij de plaatselijke protestantse gemeente. De toren is van een laat-romaanse stijl. Elke avond om 21.00 uur luidt de klok in de toren; dit gebruik stamt nog uit de tijd dat Muiden stadspoorten had. De klok werd geluid voor de poorten sloten, als teken voor de bewoners om naar huis te gaan voor het avondeten. In veel gevallen aten de mensen in die tijd 's avonds pap, vandaar de naam papklok.
- Aan de Herengracht bevindt zich ook de rooms-katholieke (eveneens) Sint-Nicolaaskerk uit 1822; een ontwerp van architect Tieleman Franciscus Suys. Kerkgebouw en geloofsgemeenschap maken deel uit van de parochie Levend Water in Weesp, Muiden en Muiderberg.
- Het Muiderslot, een in goede staat verkerend middeleeuws kasteel, dat mede bekend is geworden door zijn bouwheer graaf Floris V en de Muiderkring rond Pieter Corneliszoon Hooft.
- de kazerne aan de Broshuizen
- Het Muizenfort
- Het eiland Pampus

## Monumenten
Een deel van Muiden is een beschermd stadsgezicht. In Muiden zijn er verder tientallen rijksmonumenten en een aantal oorlogsmonumenten. Zie voor de rijksmonumenten en gemeentelijke monumenten:
- Lijst van rijksmonumenten in Muiden
- Lijst van gemeentelijke monumenten in Muiden

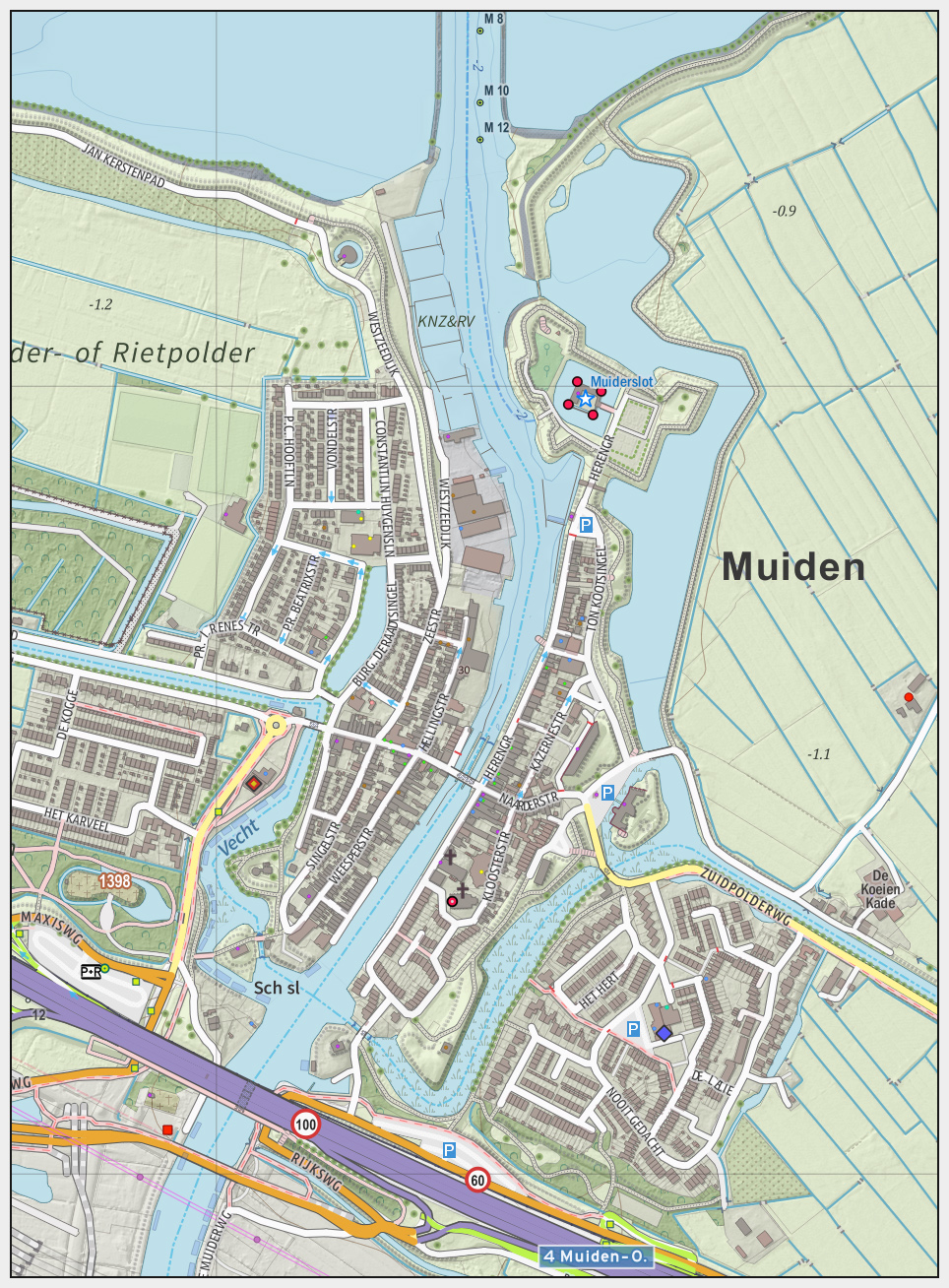
Kaart van het oude centrum van Muiden.

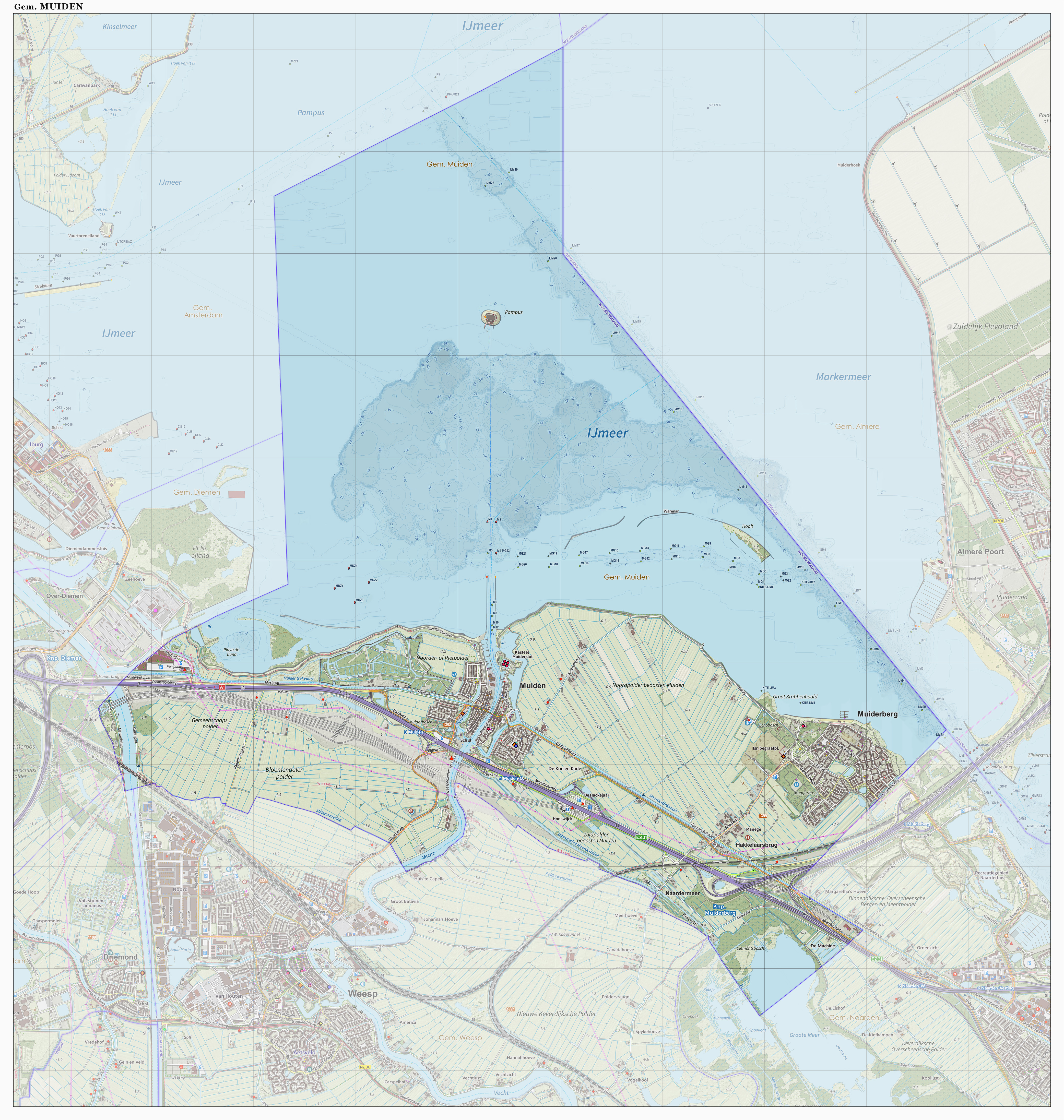
Topografische kaart van de gemeente Muiden (sept. 2014)

## Legende
Muiden heeft ook haar eigen legende. Vissers vangen een zeemeermin. Als zij overleggen aan wie ze haar zullen schenken, stelt de zeemeermin voor haar vrij te laten, omdat ze toch niet langer dan een uur aan land zal overleven, en dit tegen een beloning van rijke vangsten en volle netten. Als zij haar dan laten gaan, zegt/zingt ze: Muiden zal Muiden blijven, Muiden zal nooit beklijven, waarop zij in de diepte duikt en nooit meer wordt gezien. Intussen zijn vele steden en dorpen tot bloei gekomen, of zelfs verdwenen, maar Muiden zal Muiden blijven. De zeemeermin is thans nog in het wapen van Muiden terug te vinden.

## Geboren
- Liesbeth Hermsen (1895-1980), verpleegkundige, verzetsstrijder
- Martin Kamminga (muzikant) (1933-2013), organist, dirigent en muziekpedagoog
- Henk Uterwijk (1938-2014), acteur en regisseur
- Hans de Beer (1957), illustrator van kinderboeken
- Diva Mayday (1974), dragqueen
- Bente Fokkens (2000), actrice en zangeres

## Voormalige gemeente
De gemeente Muiden bestond uit het vestingstadje Muiden en het brinkdorp Muiderberg. Ze telde 6.223 inwoners (31 maart 2015) en had een oppervlakte van 36,51 km² (waarvan 22,06 km² water). De grote hoeveelheid wateroppervlak komt niet alleen door de haven van Muiden, maar vooral ook doordat de gemeente ver doorliep over het water in het IJmeer. Ook het forteiland Pampus behoorde sinds 1891 tot deze gemeente. Op het land omvatte de gemeente Muiden ook Muiderberg en de buurtschap Hakkelaarsbrug.
De gemeente Muiden ging op 1 januari 2016 samen met Naarden en Bussum op in de nieuwe gemeente Gooise Meren. 

### Aangrenzende gemeenten
| Aangrenzende gemeenten | Aangrenzende gemeenten | Aangrenzende gemeenten | Aangrenzende gemeenten | Aangrenzende gemeenten |
| ---------------------- | ---------------------- | ---------------------- | ---------------------- | ---------------------- |
| Amsterdam              |                        |                        |                        | Almere                 |
|                        |                        |                        |                        |                        |
| Diemen                 | Gooise Meren (Naarden) |                        |                        |                        |
|                        |                        |                        |                        |                        |
| Amsterdam              |                        | Amsterdam (Weesp)      |                        |                        |

### Zetelverdeling gemeenteraad
Hieronder de samenstelling van de gemeenteraad sinds 1998:
| Gemeenteraadszetels   | Gemeenteraadszetels | Gemeenteraadszetels | Gemeenteraadszetels | Gemeenteraadszetels | Gemeenteraadszetels |
| Partij                | 1998                | 2002                | 2006                | 2010                | 2014                |
| --------------------- | ------------------- | ------------------- | ------------------- | ------------------- | ------------------- |
| VVD                   | 4                   | 3                   | 3                   | 4                   | 3                   |
| PvdA                  | 4                   | 2                   | 4                   | 3                   | 3                   |
| CDA                   | 3                   | 4                   | 2                   | 3                   | 2                   |
| D66                   | 2                   | 2                   | 1                   | 3                   | 3                   |
| Voor Ieders Belang    | -                   | 2                   | 3                   | -                   | -                   |
| Ons Muiden Muiderberg | -                   | -                   | -                   | -                   | 2                   |
| Totaal                | 13                  | 13                  | 13                  | 13                  | 13                  |
| Opkomst               |                     |                     |                     | 59,57%              |                     |